# لاشا گوبادزه
لاشا گوبادزه (به گرجی: ლაშა გობაძე؛ زادهٔ ۱۰ ژانویهٔ ۱۹۹۴) یک کشتی‌گیر اهل گرجستان است.
از افتخارات وی میتوان به کسب مدال طلا وزن ۸۲ کیلوگرم در مسابقات قهرمانی کشتی جهان ۲۰۱۹ و دو مدال برنز در مسابقات قهرمانی کشتی جهان ۲۰۱۵ و مسابقات قهرمانی کشتی جهان ۲۰۲۱ اشاره کرد. وی سابقه حضور در المپیک ۲۰۲۰ توکیو و المپیک ۲۰۲۴ پاریس را دارد.

## فعالیت حرفه‌ای

### قهرمانی کشتی جهان ۲۰۱۹
گوبادزه در وزن ۸۲ کیلوگرم کشتی فرنگی مسابقات قهرمانی کشتی جهان ۲۰۱۹ نورسلطان حاضر بود که جان استفانوویچ از آمریکا، کیان هایتائو از چین و نوربیک خاشیمبکوف از ازبکستان را شکست داد و به فینال رسید. وی در فینال رفیق حسینوف از آذربایجان را شکست داد و مدال طلا وزن ۸۲ کیلوگرم را بدست آورد.

### قهرمانی کشتی جهان ۲۰۲۱
گوبادزه در وزن ۸۷ کیلوگرم کشتی فرنگی قهرمانی کشتی جهان ۲۰۲۱ اسلو شرکت کرد، او در مسابقه اول اسلام عباس‌اف از آذربایجان را شکست داد اما در مسابقه بعد به زوراب داتوناشویلی از صربستان باخت و با توجه به حضور این کشتی‌گیر در فینال، به دیدار شانس مجدد رفت. او در مرحله شانس مجدد میلاد علیرضایف از روسیه را شکست داد و به دیدار رده‌بندی رسید. وی در این دیدار تورپال بیسلطانوف از دانمارک را شکست داد و مدال برنز را بدست آورد.